# Sant Francesc de Paula de Manresa
Sant Francesc de Paula és un temple i antic convent a la ciutat de Manresa (Bages) protegit com a bé cultural d'interès local.
Església de planta rectangular amb cantonada, amb dues mitgeres. Forma part de la trama urbana. Té una nau amb cinc arcs torals i voltes de quatre punts entre ells. Capelles laterals amb voltes d'aresta, cor al tester que comunica amb el trifori aixecat damunt les capelles i absis rodó amb cambril. Façanes: la principal formada per un cos més elevat i dues laterals simètriques que es corresponen a l'estructura interna de l'edifici. S'hi accedeix mitjançant un atri de tres arcs rodons, al damunt dels quals apareixen finestrals neoromànics. Arcuacions cegues en el capcer i en la línia divisòria del primer pis. Destaca el portal de segle xvii dins l'atri. Façana lateral quasi cega.

## Història
- 1638: construcció de l'església i del convent dintre muralles.[1]
- 1641: s'instal·len els religiosos mínims franciscans.[1]
- 1683: Benedicció de l'església.[1]
- 1835: els frares franciscans abandonen el convent.[1]
- 1848: ocupat per les monges de l'ensenyança.[1]
- 1895: decoració neoromànica. Façana.[1]
- 1909: incendiada.[1]
- 1978: l'església passa a mans de l'Orfeó Manresà.[1]